# Tamara Platonowna Karsawina

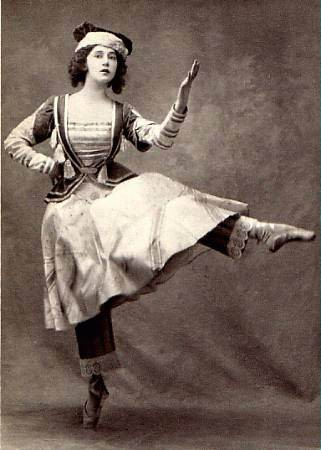
Karsawina 1911 in Petruschka.

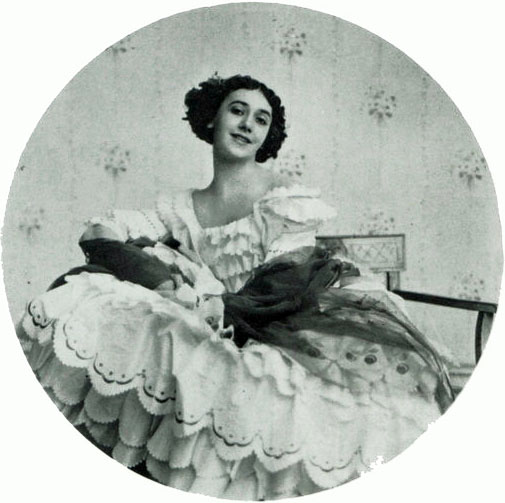
Tamara Karsawina, um 1920

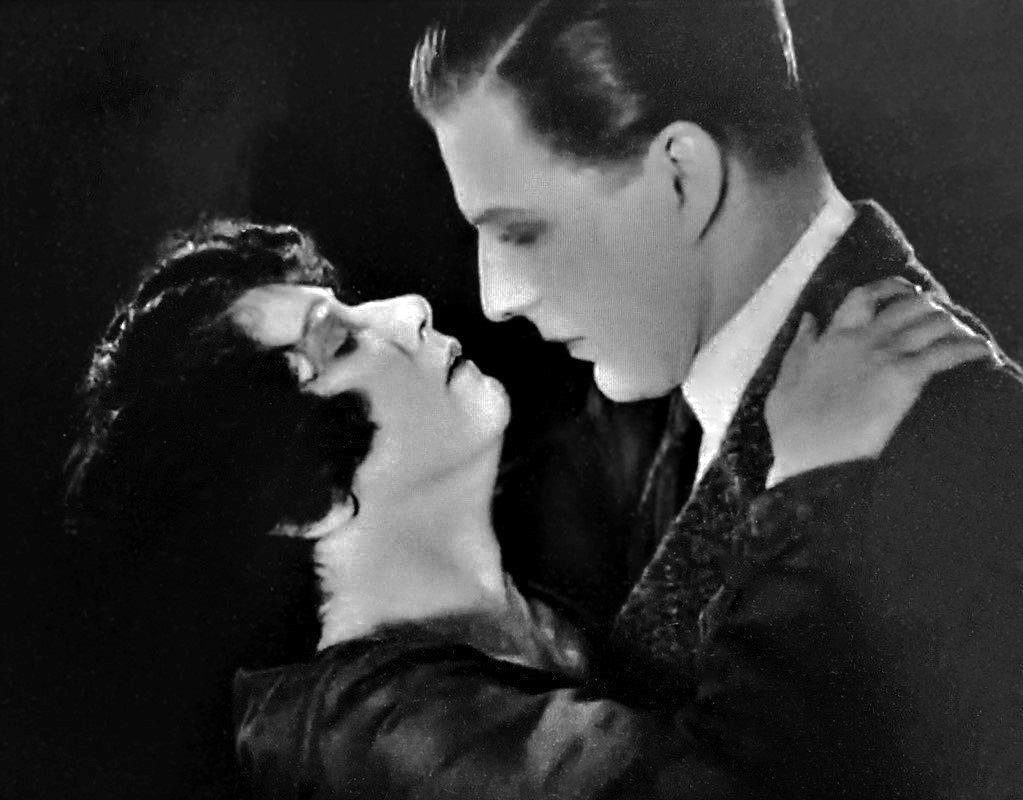
Tamara Karsawina, Werner Pittschau, Standfoto aus Hanseaten, 1925

Tamara Platonowna Karsawina (russisch Тамара Платоновна Карсавина, wissenschaftliche Transliteration Tamara Platonovna Karsavina; geboren am 25. Februarjul. / 9. März 1885greg. in Sankt Petersburg, Russisches Kaiserreich; gestorben am 26. Mai 1978 in Beaconsfield, England) war eine russische Balletttänzerin und Tanzpädagogin.

## Leben
Karsawinas bekannteste Interpretationen waren Lise in La Fille mal gardée, Medora in Le Corsaire und die Zarentochter in Das bucklige Pferdchen. Sie war die erste Ballerina, die den Grand Pas de Deux aus Le Corsaire tanzte. 1907 heiratete sie auf Drängen ihrer Mutter in der Kapelle der Ballettschule den Beamten Wassili Wassiljewitsch Muchin (1880 – nach 1941), der sie zu Djagilew-Auftritten begleitete.
1909 wurde Karsawina Mitglied der Ballets Russes. Deren Choreograf Michel Fokine choreografierte für sie ihre wohl berühmtesten Rollen, darunter die Ballerina in Petruschka, das Mädchen in Le Spectre de la Rose und die Titelrolle in Der Feuervogel.

## Galerie

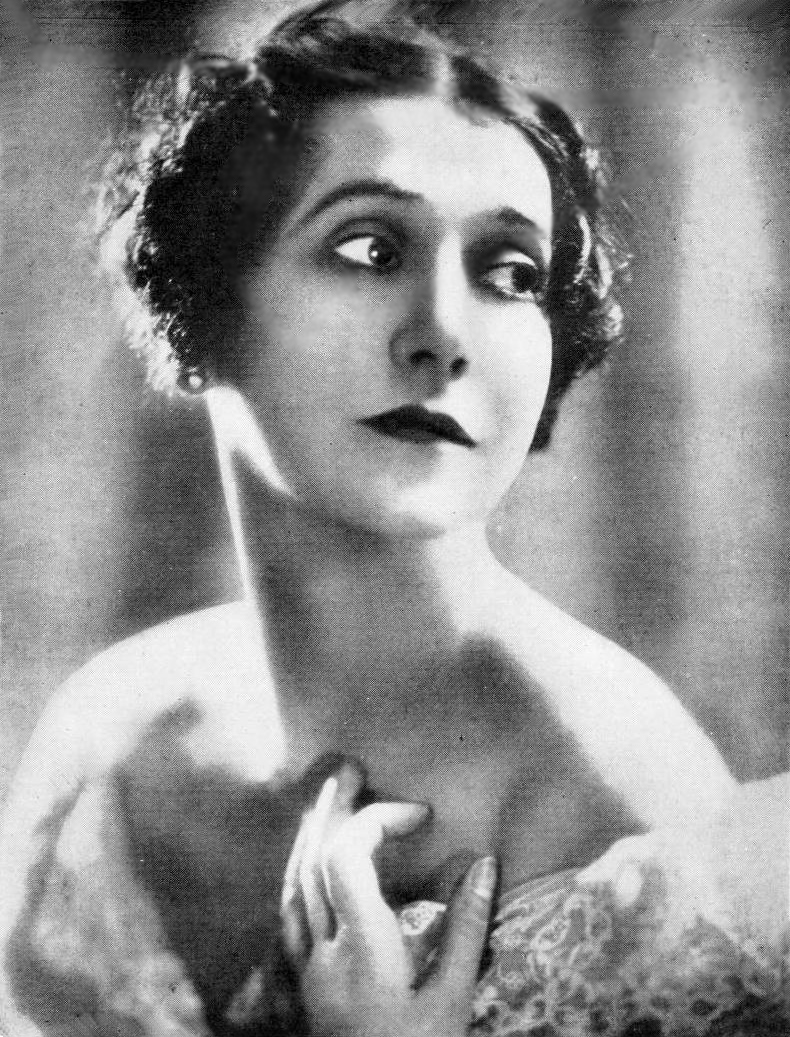
Tamara Karsawina o. D.
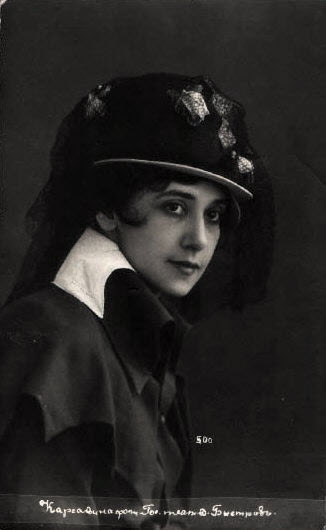
Tamara Karsawina um 1910
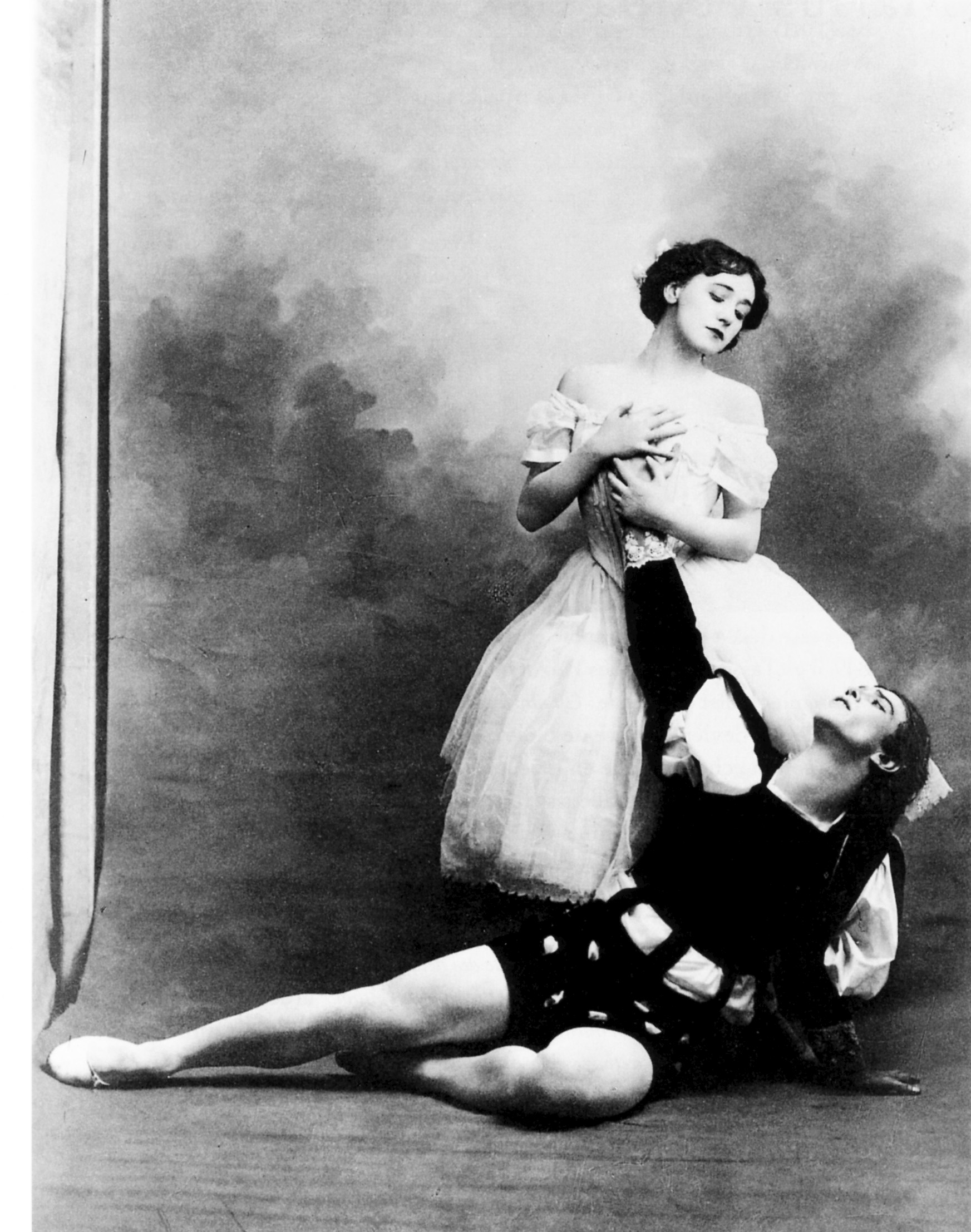
Giselle, Tamara Karsawina, Vaslav Nijinsky, 1910
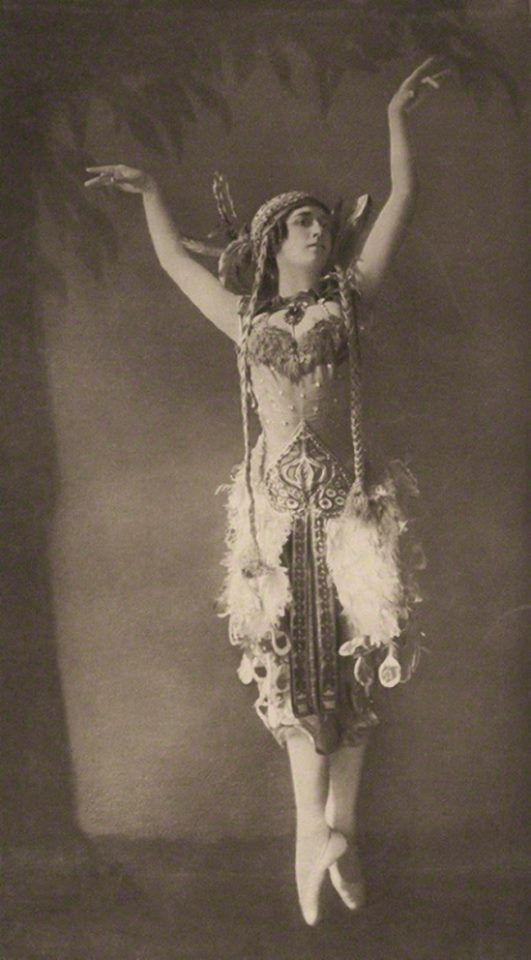
Feuervogel, Tamara Karsawina, 1910
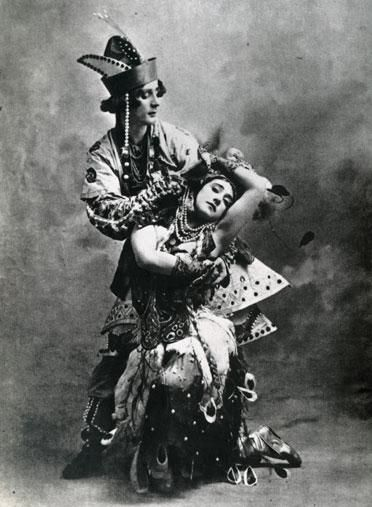
Feuervogel, Tamara Karsawina & Michel Fokine, 1910
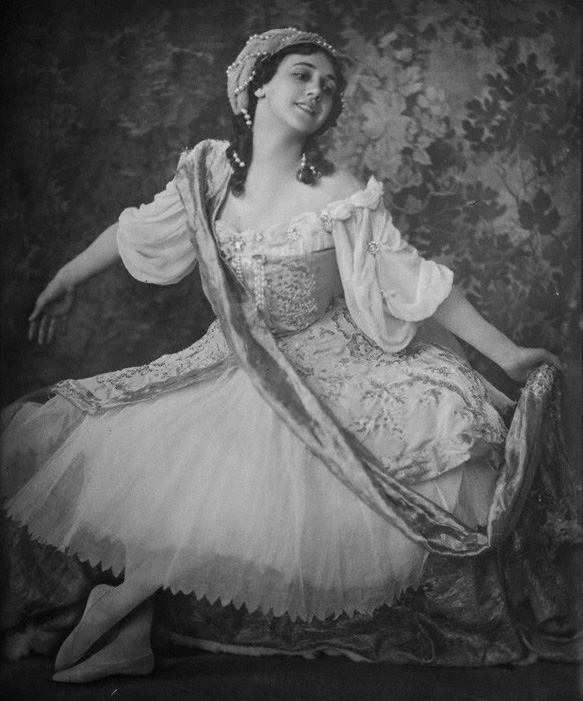
Le Pavillon d'Armide, Tamara Karsawina, 1911
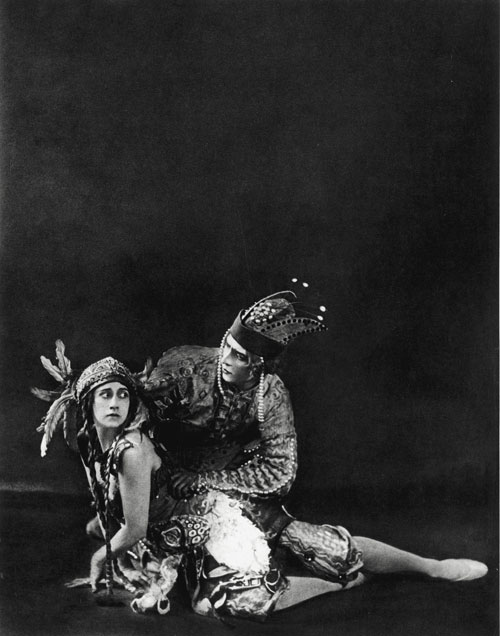
Feuervogel, Tamara Karsawina & Michel Fokine, 1912
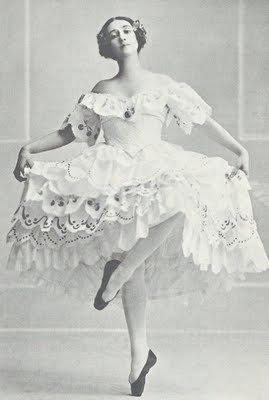
Les Papillons, Tamara Karsawina, 1912
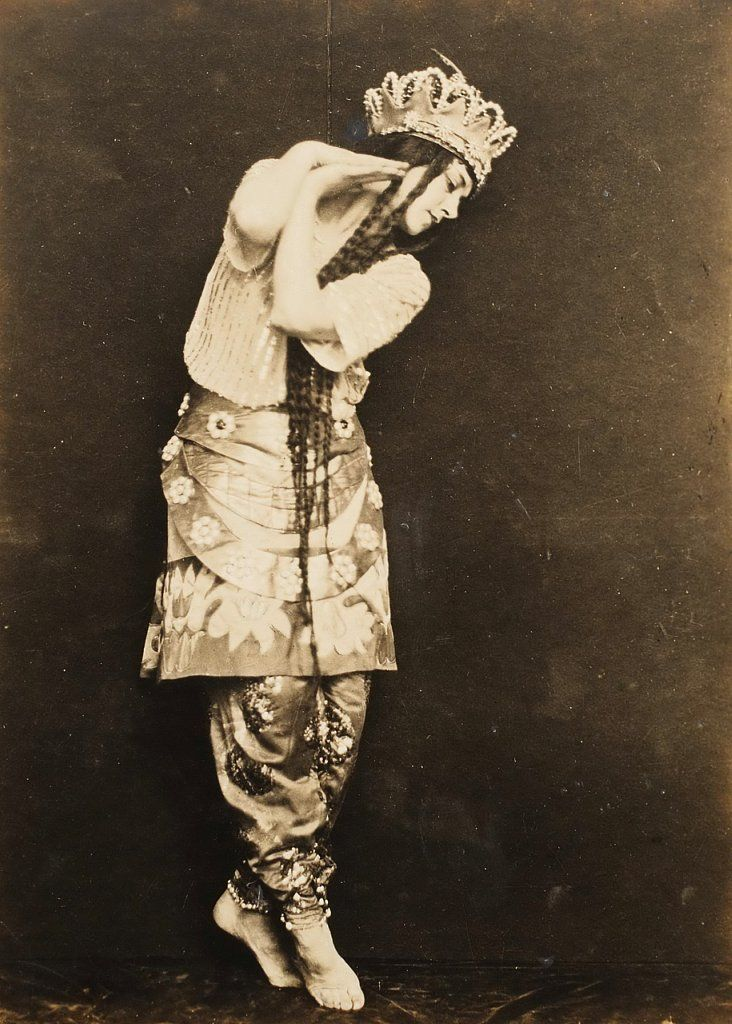
Königin von Saba, Tamara Karsawina, 1914

1917 wurde die Ehe mit Muchin geschieden. 1918 heiratete Karsawina den britischen Diplomaten Henry James Bruce (1880–1951), mit dem sie und ihrem gemeinsamen Sohn noch im selben Jahr Russland verließ und nach London zog. Dort unterrichtete sie in der Royal Ballet School und beim Royal Ballet Balletttanz und Repertoire. Ihre berühmtesten Schülerinnen waren die späteren Primaballerinen Alicia Markova und Margot Fonteyn. Karsawina assistierte dem Royal Ballet bei den Wiederaufnahmen der Choreografien von Marius Petipa und Michel Fokine.
Karsawina war 1920 Mitbegründerin der Royal Academy of Dance.
Auf der Leinwand war sie erstmals 1925 im 4. Teil des UFA Stummfilms Wege zu Kraft und Schönheit (Der Tanz) zu sehen. Es folgte der Film Hanseaten (1925), in dem sie die Rolle von Angèle Twersten – Ehefrau von Karl Twersten (Fritz Alberti) und Mutter von Robert Twersten (Werner Pittschau) – verkörperte.
In ihren bis 1947 verfassten Memoiren „Theatre Street“ beschreibt sie unter anderem das Leben des Mittelstands in Russland vor und nach der Revolution, das Training an der Kaiserlichen Ballettschule und ihre Begegnungen mit Sergei Pawlowitsch Djagilew, Pablo Picasso, Vaslav Nijinsky und Igor Strawinski.

## Trivia
Der englische Dichter Osbert Sitwell sah vor dem Ersten Weltkrieg eine Aufführung der Ballets Russes von Igor Stravinskys Feuervogel, bei der Tamara Karsawina die Hauptrolle tanzte. Für Osbert Sitwell war dies einer der prägenden Erfahrungen seines Lebens. Rund 35 Jahre später schrieb er in seiner Autobiographie Great Morning:

„Ich wusste nun, wo ich stand. Ich würde mich, so lange ich lebte, auf der Seite der Künste befinden ... ich würde den Künstler bei jeder Diskussion und bei jeder Gelegenheit unterstützen.“

Klabund widmete Tamara Karsawina 1927 das Gedicht Die Karsavina vom russischen Ballett tanzt.